# Hochwasserschutzbecken Langeler Bogen

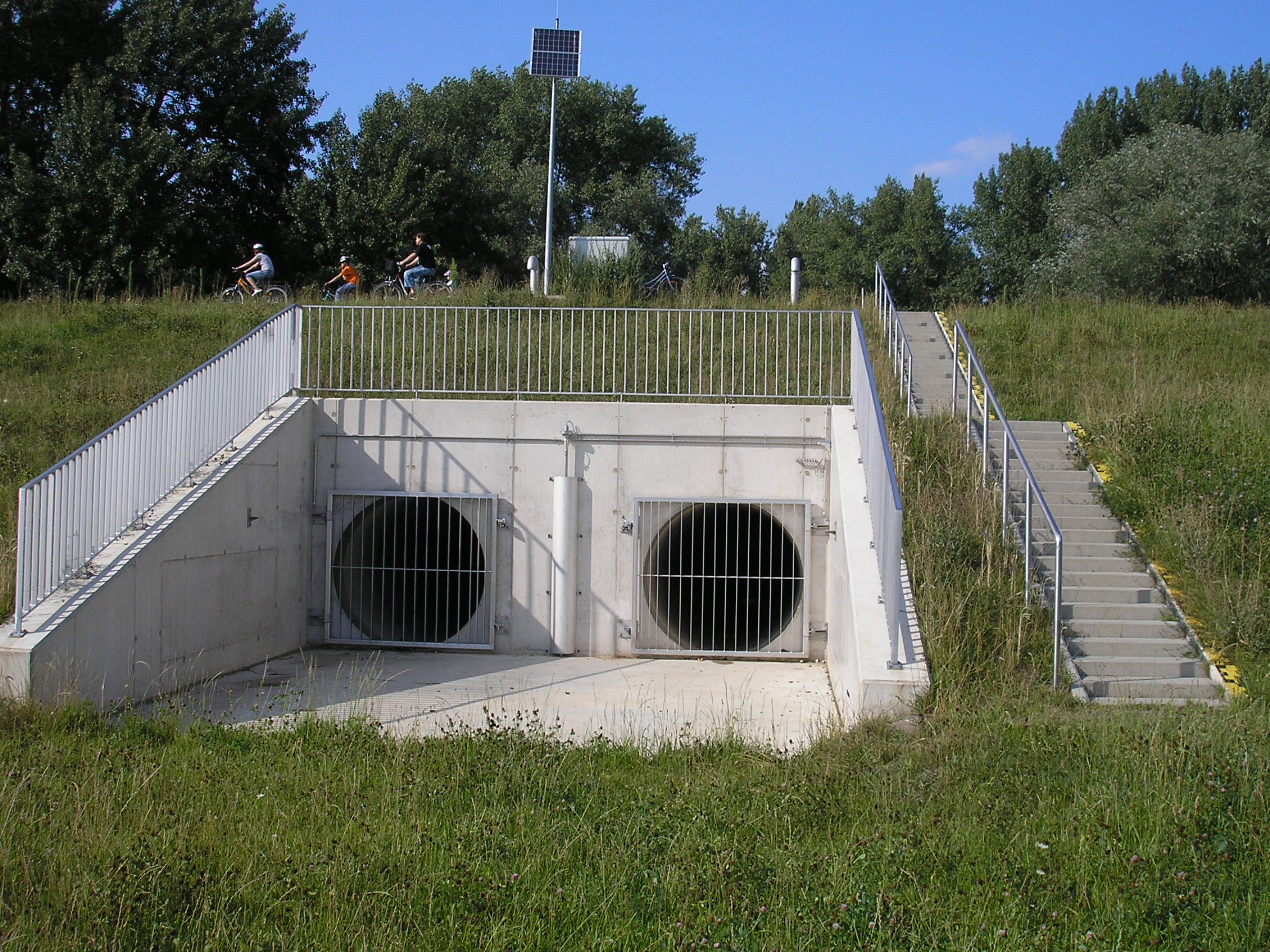
Entleerungsbauwerk des Hochwasserschutzbeckens Langeler Bogen

Das Hochwasserschutzbecken Langeler Bogen ist ein Retentionsraum am rechten Rheinufer zwischen Niederkassel-Lülsdorf und Köln-Porz-Langel. Es dient dem Schutz der Stadt Köln vor Hochwasser des Rheins. Der Polder wurde zwischen März 2007 und Juli 2009 gebaut.
Durch einen zweiten, zwei Kilometer langen Deich hinter dem Altdeich entsteht ein Überschwemmungsgebiet von rund 160 Hektar Fläche. Dieses kann über ein 220 Meter langes Einlassbauwerk im Süden mit bis zu 90 Kubikmeter Wasser je Sekunde geflutet werden, sobald der Kölner Pegel 11,30 m übersteigt. Das Hochwasserschutzbecken soll dann kontrolliert bis zu 5 Millionen Kubikmeter Wasser aufnehmen. Die komplette Flutung soll einen ganzen Tag dauern. Dies reicht aus, um in Köln das Hochwasser so lange bis zu 5 Zentimeter abzusenken.
Der 2,6 km lange Altdeich wurde für das Projekt um 20 Zentimeter erhöht. Der neue Deich hat aufgrund der Geländeneigung im Süden eine Höhe von 1,5 m und im Norden eine Höhe von 5,5 m. Im Norden liegt ein Bauwerk zur Entleerung des Polders. Außerhalb von Spitzenhochwässern kann der Polder landwirtschaftlich genutzt werden.
Die Kosten des Projektes waren auf 16,8 Millionen € veranschlagt. Im Norden Kölns soll bei Worringen ein weiterer Polder mit 30 Millionen Kubikmeter Fassungsvermögen gebaut werden. Er befand sich Anfang 2021 in der Planfeststellung.